# Portrait de Mao Zedong de la place Tian'anmen
Le portrait de Mao Zedong de la place Tian'anmen est un portrait géant de Mao Zedong peint en 1966 et installé sur la porte Tian'anmen (ou porte de la Paix céleste), place Tian'anmen à Pékin. Il s'agit d'une œuvre réalisée par plusieurs peintres chinois qui se succédèrent au fil du temps dont Zhang Zhenshi, le créateur de l'œuvre en 1950, puis Wang Guodong et Ge Xiaoguang.

## Historique et description
En 1950 un premier portrait de Mao Zedong apparaît sur le fronton de la porte de la Paix céleste. Le tableau rappelle que c'est depuis le balcon de cette porte, faisant partie des murailles de la Cité interdite, que le 1er octobre 1949, Mao Zedong a proclamé la république populaire de Chine. Le tableau représente Mao Zedong souriant avec une casquette sur la tête. 

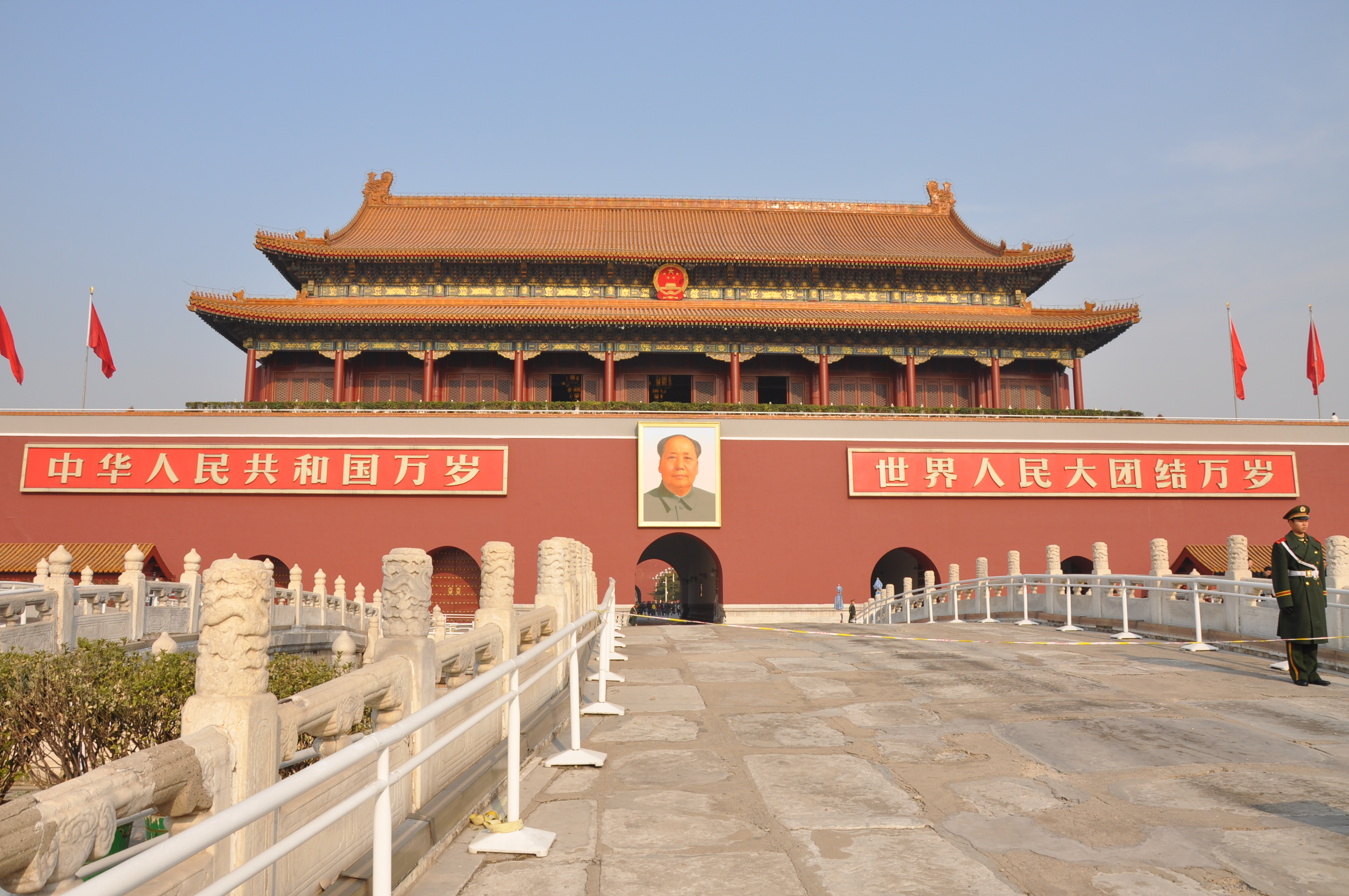
Vue d’ensemble.

En 1951, Zhang Zhenshi, un artiste reconnu de l'époque, se voit confier la réalisation d'un nouveau tableau. Mao Zedong est représenté de face, tête nue avec un front dégagé et sa « coiffure en auréole ». Il porte une veste que les Chinois appellent « zongshan zhuang » (中山装 / 中山裝, Zhōngshān zhuāng en référence à Sun Yat-sen, appelé couramment Sun Zhongshan en mandarin) et connue comme « veste Mao » en Occident. La dimension du tableau est de 8 × 4 mètres. Zhang Zhenshi installe son atelier dans une salle de la Cité interdite et peint le portrait en un mois.
Entre 1951 et 1967, Zhang Zhenshi réalise chaque année un exemplaire du tableau pour remplacer le précédent. Les portraits se ressemblent si ce n'est des modifications de détail dont les traits du visage plus marqués au fil des ans. Pendant la révolution culturelle, l'artiste est agressé par des gardes rouges et battu : il est grièvement blessé au visage. Il abandonne cette fonction. D'autres artistes prennent la suite dont Ge Xiaoguang.
Pendant la révolution culturelle, des reproductions du très officiel tableau de Mao Zedong de la place Tian'anmen sont diffusées à travers le pays à deux milliards deux cents millions d'exemplaires.
En mai 1989, lors des manifestations de la place Tian'anmen, les étudiants installent une sculpture, la Déesse de la Démocratie, entre le tableau de Mao Zedong et son mausolée.
De part et d'autre du portrait, se trouvent aujourd’hui deux immenses calicots, l'un, sur la gauche, portant la mention « Vive la république populaire de Chine » (中华人民共和国万岁, en pinyin : zhōnghuá rénmín gònghéguó wànsuì) et l'autre, à droite, proclamant « Vive la grande union des peuples du monde » (世界人民大团结万岁, en pinyin : shìjiè rénmín dàtuānjié wànsuì). Ce dernier calicot a pris en 1950 la place d'un autre, dont le slogan était « Vive le gouvernement central populaire » (中央人民政府万岁, en pinyin : zhōngyāng rénmín zhèngfǔ wànsuì).

## Dégradations du tableau
En 1989 lors des manifestations de la place Tian'anmen trois hommes originaires de la province du Hunan, Yu Zhijian (en), Yu Dongyue et Lu Decheng (en), jettent de la peinture sur le tableau de Mao Zedong,. Ces trois jeunes gens sont ensuite condamnés à des peines de prison, respectivement à la perpétuité, à vingt et seize ans de réclusion. Deux d'entre eux, Yu Zhijian et Lu Decheng, sont libérés au bout de dix ans, et Yu Dongyue l'est après une détention de dix-sept ans. Yu Zhijian, Yu Dongyue et Lu Decheng parviennent à quitter la Chine. Yu Zhijian est mort en mars 2017 aux États-Unis, selon sa veuve, il « n'a jamais regretté ce qu'il a fait en 1989, mais il aurait voulu pouvoir présenter des excuses à la famille de Mao pour avoir jeté des œufs sur le portrait ».
En mai 2007, Gu Haiou, un chômeur, venu de la province chinoise du Xinjiang a lancé un projectile enflammé sur le portrait de Mao Zedong et ce malgré la présence de centaines de policiers sur les lieux. Il a immédiatement été arrêté. Le tableau a gardé une tache noirâtre toute la journée avant d'être remplacé, pendant la nuit, par un tableau similaire. En mars 2015, un Chinois âgé de 42 ans, Sun Bing, a lancé un pot d'encre sur le tableau. Il a été condamné à quatorze mois de prison pour n'avoir « pas tenu compte des lois du pays, d'avoir suscité des troubles à l'ordre public et provoqué de graves désordres » selon le jugement du tribunal.

## Versions d'Andy Warhol
Au début des années 1970, l'artiste américain Andy Warhol reproduit, dans un style Pop art, un portrait de Mao Zedong à partir du tableau de la place Tian'anmen. Warhol peignait souvent Mao:  en vert et bleu et rouge, avec du maquillage de clown, ou de style Marilyn Monroe. Pour une raison quelconque, tous les portraits d'Andy Warhol montrent Mao sous un angle qui ne révèle qu'une seule oreille. On ne sait pas si Andy Warhol a choisi d'imiter le portrait raté de Wang Guodong, ou s'il a fabriqué son propre portrait de Mao Zedong à partir d'images existantes. Sciemment ou non, il avait dépeint le président comme un Van Gogh sanglant. 
Un de ces portraits sérigraphiés de Mao Zedong, réalisé en 1973, s'est vendu 11,9 millions d’euros le 2 avril 2017 à Hong Kong.

## Analyses
Wu Hung, spécialiste de l'art chinois des origines jusqu'à la révolution culturelle, indique : « Ce n'est pas juste une peinture », il représente Mao Zedong que le peuple était censé vénérer. « Il représente l'esprit de la Chine et les émotions d'une époque ».